# Húng chanh
Húng chanh hay tần dày lá, rau thơm lùn, rau thơm lông, rau tần (danh pháp hai phần: Plectranthus amboinicus, đồng nghĩa: Coleus amboinicus) là cây thuộc họ Hoa môi (Lamiaceae). 

## Mô tả
Cây thân thảo, sống lâu năm, cao 20–50 cm. Phần thân sát gốc hoá gỗ. Lá mọc đối, dày cứng, giòn, mọng nước, mép khía răng tròn. Thân và lá dòn, mập, lá dày có lông mịn, thơm và cay. Hai mặt lá màu xanh lục nhạt. Hoa nhỏ,4 tiểu nhị, màu tím đỏ, mọc thành bông ở đầu cành. Quả nhỏ, tròn, màu nâu. Toàn cây có lông rất nhỏ và thơm như mùi chanh nên được gọi là húng chanh.

## Bộ phận dùng
Lá, thu hái quanh năm, dùng tươi.

## Thành phần hóa học
Cây có chứa một chất màu đỏ gọi là colein và tinh dầu chứa chất carvacrol.

## Công dụng
Chữa cảm, cúm, sốt cao, sốt không ra mồ hôi được, viêm phế quản, ho, hen, ho ra máu, viêm họng, khản tiếng, nôn ra máu, chảy máu cam: ngày dùng 10-16g dạng thuốc sắc, thuốc xông hoặc giã nát, thêm nước gạn uống. Dùng ngoài giã đắp trị rết, bọ cạp cắn.

## Hình ảnh

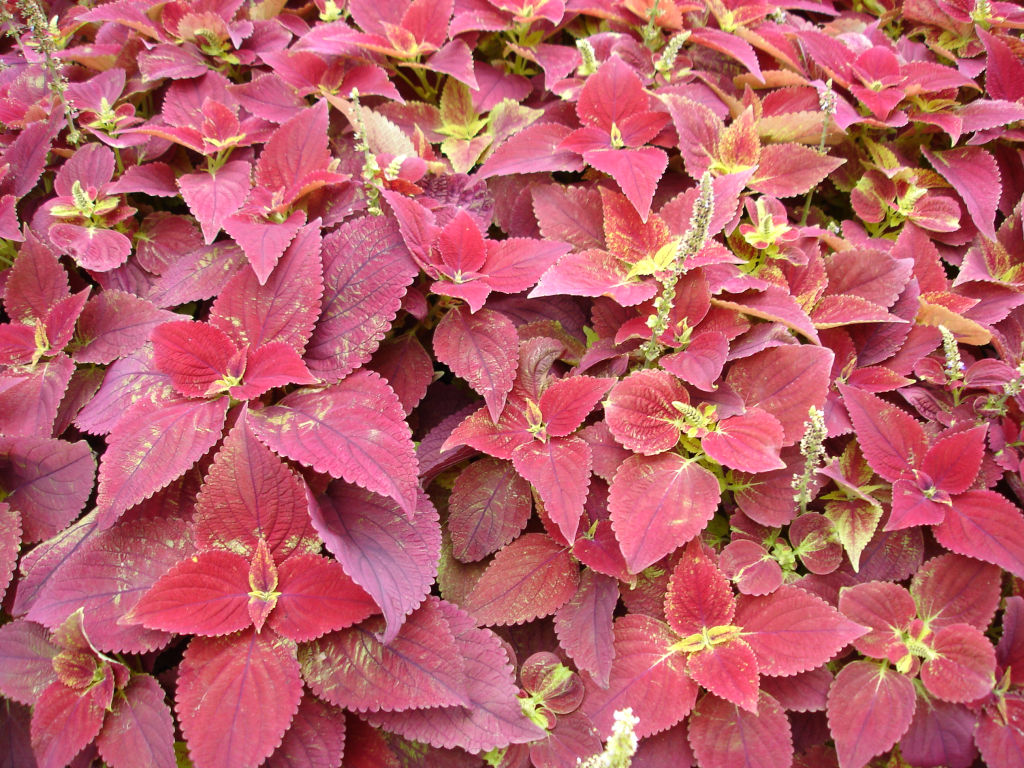
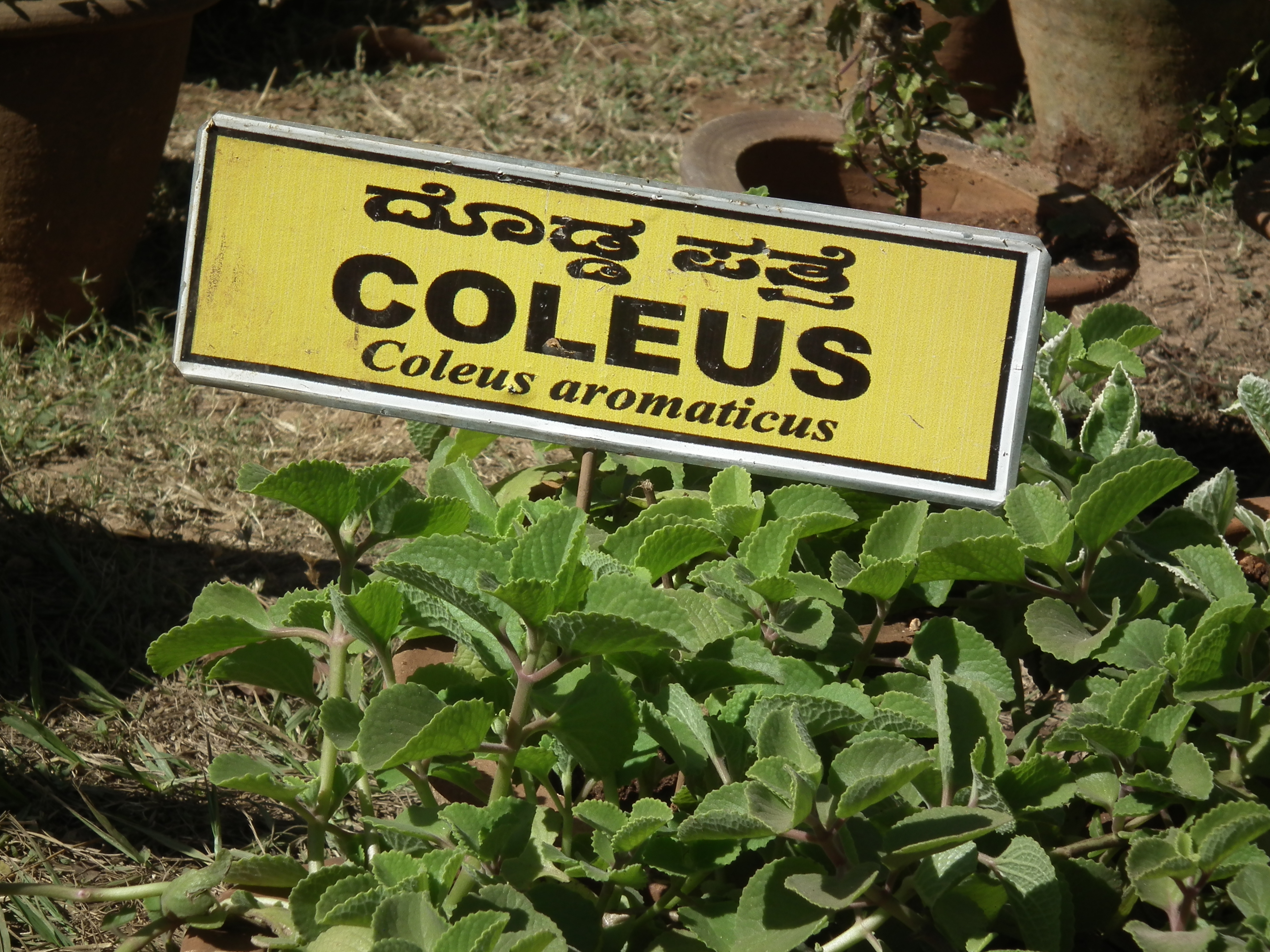
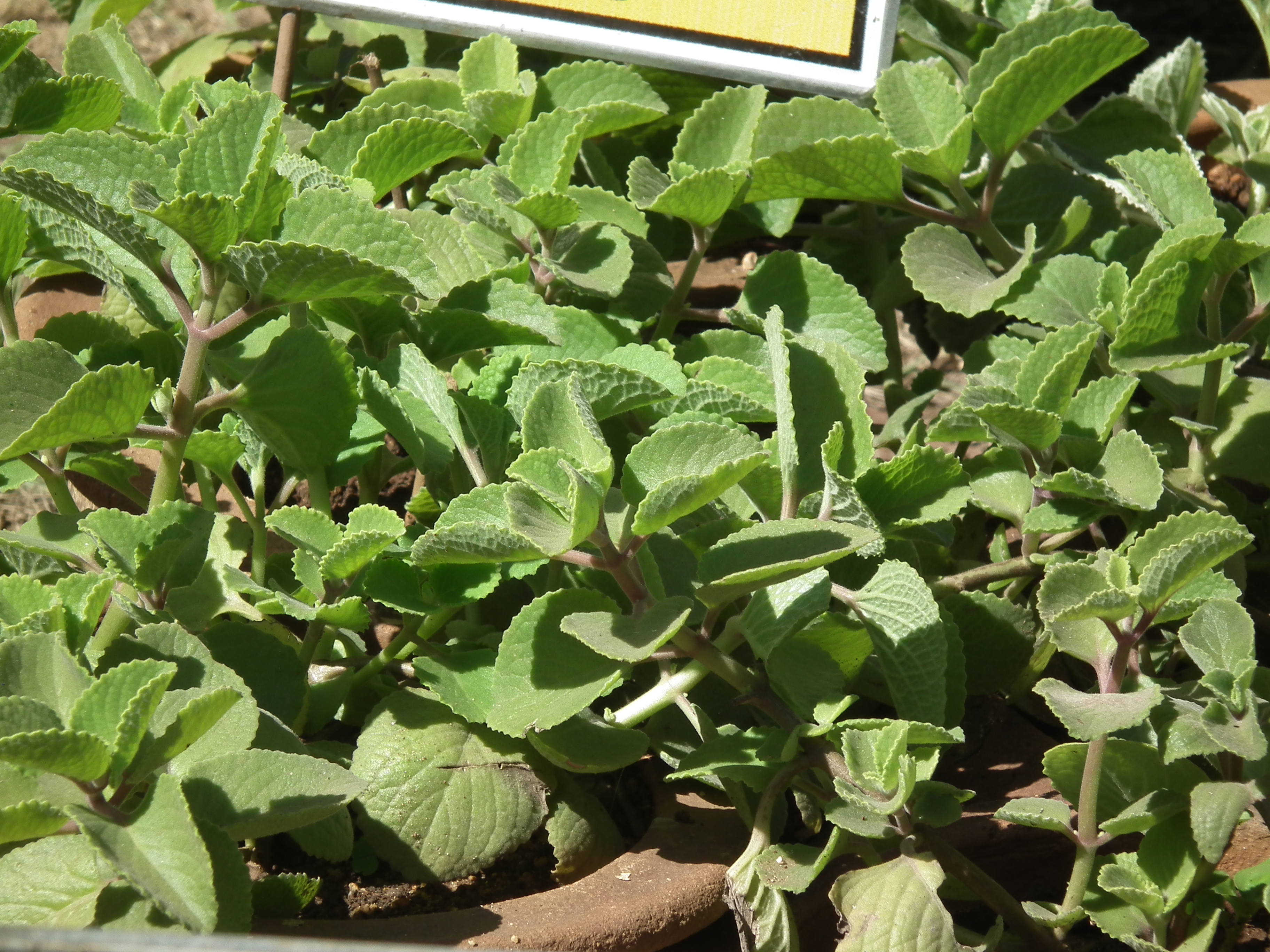
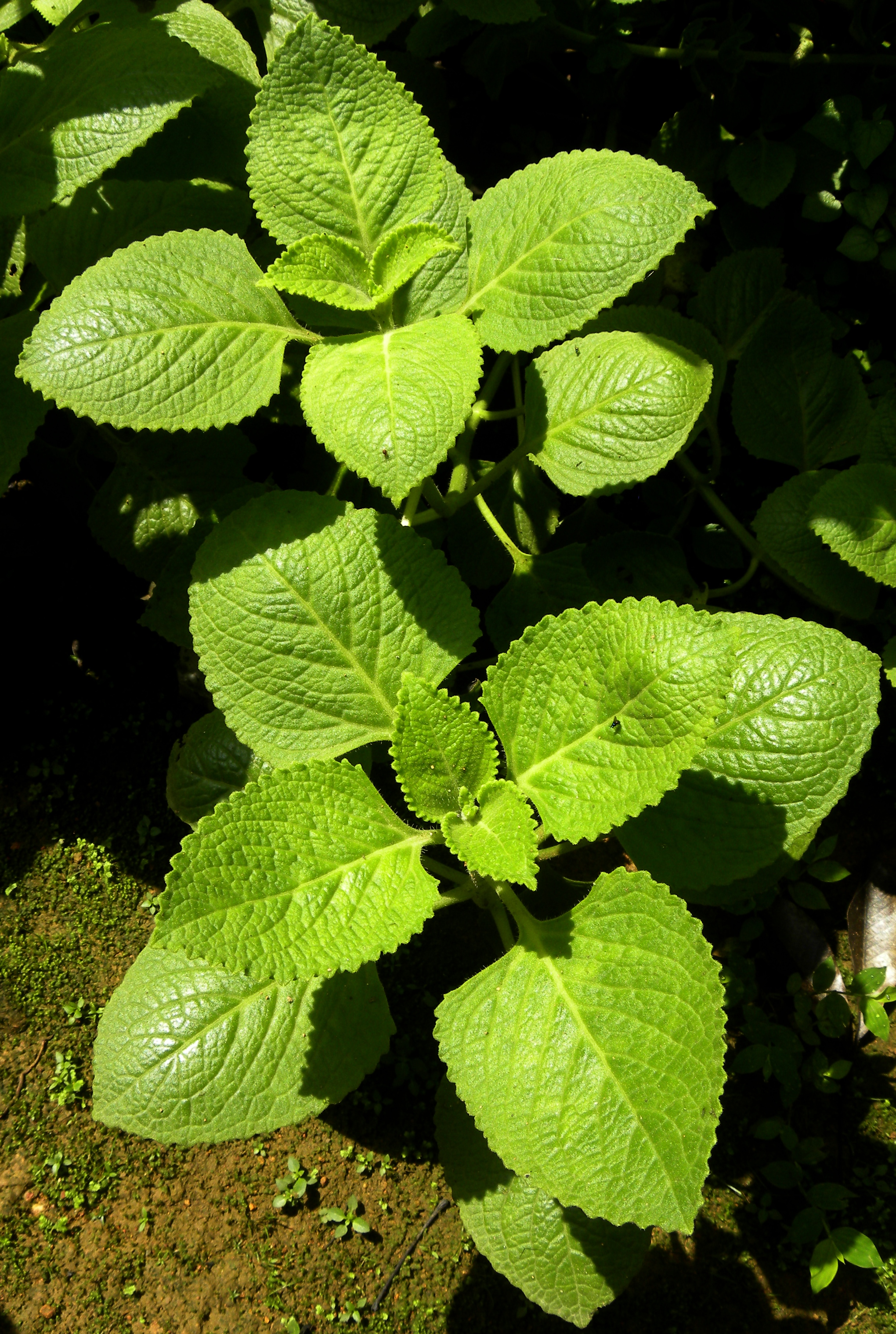